# Zvonko Dragić
Zvonko Dragić (Beška kod Stare Pazove u Vojvodini, 20. srpnja 1956.), hrvatski pjesnik i novinar.
Roditelji, danas pokojni, Ante i Mara r. Livaja, doselili su se iz sela Vrci u Klisu, općina Konjic, u Vojvodinu. Djetinjstvo je proveo u rodnom selu svojih roditelja gdje u Lisičićima završava prva četiri razreda pučke škole, u Čelebićima osmogodišnju, te trgovačku u Mostaru.
U Sarajevu je studirao novinarstvo na FPN. Od srednje škole piše poeziju i novinske napise koje je objavljivao u sarajevskim Našim danima, Večernjim novinama, Zadrugaru, Oslobođenju, AS-u, te na Radio Sarajevu i beogradskoj Mladosti.
U ratu u BiH zajedno sa suprugom Ljubicom i kćerkama Irenom i Marinom žrtva je srpskih i muslimanskih napada u općini Konjic. U logorima Armije RBiH proveo je devet mjeseci i jedan dan (od 26. svibnja 1993. do 1. ožujka 1994.). Bio je logoraš u logorima u kući sestara Turić u Gornjim Višnjevicama, OŠ u Parsovićima, Poljoprivrednoj ljekarni i kući Jake Tomića u Buturović Polju (općina Konjic) i Muzeju socijalističke revolucije "Bitka za ranjenike" u Jablanici. Danas kao invalid živi s obitelji u progonstvu u Mostaru. Stradanja hrvatskog puka u ratu u BiH nastoji oteti zaboravu pišući poeziju i novinske napise u splitskoj Slobodnoj Dalmaciji, mostarskom Dnevnom listu, zagrebačkom Večernjem listu i Fokusu te Glasu Koncila.
Godine 1996. objavio je zbirku poezije pod naslovom "U vrhu Vrci" a koncem 2006. i knjigu naslova "Gorka vremena hrvatskoga naroda Konjica, Klisa, Župe i Bjelimića" čiji je sadržaj najvećim dijelom posvećen stradanju hrvatskoga naroda u Domovinskom te Drugom svjetskom ratu i poraću.

## Djela
- U vrhu Vrci, zbirka pjesama, 2006.
- Gorka vremena hrvatskog naroda Konjica, Klisa, Župe i Bjelimića, 2006.